# 陳綱 (天順進士)
陳綱（1433年—？），字立之，浙江杭州府錢塘縣人，明朝政治人物。進士出身。

## 生平
景泰七年（1456年）丙子科浙江鄉試第一名。天順元年（1457年）聯捷丁丑科會試第八十四名，殿試登進士第二甲第七十六名。

## 家族
曾祖父陳彥禎。祖父陳仲禮。父亲陳大本。